# Liechtensteiner Cup 1969/70
Der Liechtensteiner Cup 1969/70 war die 25. Austragung des Fussballpokalwettbewerbs der Herren in Liechtenstein. Der FC Vaduz konnte seinen im Vorjahr gewonnenen Titel erfolgreich verteidigen.

## Teilnehmende Mannschaften
Folgende zwölf Mannschaften nahmen am Liechtensteiner Cup teil:
| - FC Schaan - FC Schaan II - FC Vaduz - FC Vaduz II - FC Vaduz III - FC Ruggell | - FC Ruggell II - FC Balzers II - USV Eschen-Mauren - USV Eschen-Mauren II - FC Triesen - FC Triesen II |

## 1. Vorrunde
Der FC Schaan, der FC Triesen, der FC Vaduz und der FC Vaduz II hatten für diese Runde ein Freilos.
|               | Ergebnis |                      |
| ------------- | -------- | -------------------- |
| FC Triesen II | 5:2      | FC Ruggell II        |
| FC Ruggell    | 3:3      | FC Balzers II        |
| FC Vaduz III  | 2:1      | USV Eschen-Mauren    |
| FC Schaan II  | 5:0      | USV Eschen-Mauren II |

### Wiederholungsspiel
|            | Ergebnis |               |
| ---------- | -------- | ------------- |
| FC Ruggell | 3:1      | FC Balzers II |

## 2. Vorrunde
|              | Ergebnis |               |
| ------------ | -------- | ------------- |
| FC Ruggell   | 1:4      | FC Triesen    |
| FC Vaduz III | 0:2      | FC Schaan II  |
| FC Vaduz II  | 4:3      | FC Triesen II |
| FC Schaan II | 0:4      | FC Vaduz      |

## Halbfinale
Vaduz II trat im Halbfinalspiel gegen den FC Vaduz nicht an, sodass dieser kampflos ins Finale einzog.
|            | Ergebnis |           |
| ---------- | -------- | --------- |
| FC Triesen | 1:3      | FC Schaan |
| FC Vaduz   | w/o      | FC Vaduz  |

## Finale
Das Finale fand am 20. Juni 1970 in Balzers statt.
| Datum      |          | Ergebnis |           |
| ---------- | -------- | -------- | --------- |
| 20.06.1970 | FC Vaduz | 2:1      | FC Schaan |